# Ануше Ансари
Ануше Ансари (на английски: Anousheh Ansari) е първата жена космически турист, учен.
Тя е американка от ирански произход, родена в Мешхед на 12 септември 1966 г. Съосновател и ръководител на компанията Prodea systems, Inc. На 18 септември 2006 г. става първата жена-космически турист.

## Биография
Скоро след нейното раждане семейството на нейните родители се премества в Техеран, а през 1984 г. заминава за САЩ, за да получи добро образование и да се занимава с наука. Тя получава степен бакалавър в Университета „Джордж Мейсън“, където изучава информатика и електроника, а степен магистър – в Университета „Джордж Вашингтон“.
След завършване на обучението си започва работа в MCI, Inc., където се запознава с Хамид Ансари, за когото се омъжва през 1991 г. През 1993 г. двамата с неговия брат основават компанията Telecom Technologies, Inc. (TTI), където тя заема поста изпълнителен директор. През 2000 г. продават компанията TTI на компанията Sonus Networks, Inc. за 550 милиона долара. Скоро след това курсът на акциите на TTI рязко пада, във връзка с което сделката била оспорена от Sonus Networks, а Ансари е обвинена в търговия с вътрешна информация.
Ануше е член на настоятелството на Съвета на фондацията X Prize Foundation, която е основен спонсор на наградата "Ансари X Prize", присъждана за първи частен суборбитален космически кораб. На 4 октомври 2004 г. наградата е спечелена от SpaceShipOne. През 2006 г. инвестиционната фирма на Ансари Prodea Systems, Inc. обявява партньорството си със Space Adventures, Ltd. и „Роскосмос“, в рамките на което трябва да се създаде флот от космически кораби за търговска употреба.
Освен родния си персийски език владее още английски и френски, а по време на подготовката за полета научава разговорен руски.

## Космически полет
Ануше Ансари се подготвя за полет като дубльор на японския бизнесмен Дайсуке Еномото, който е трябвало да бъде 4-тия космически турист. На 21 август Еномото е изваден от основния екипаж по медицински причини и на неговото място е включена Ансари.
Стартира на 18 септември 2006 г. от Байконур с руския пилотиран космически кораб „Союз ТМА-9“. Екипажът включва още командира Михаил Тюрин и бординженера Майкъл Лопес-Алегриа. На борда на МКС прекарва 8 дни, през които провежда няколко научни експеримента, свързани с влиянието на космическата радиация и безтегловността върху членовете на екипажа и на микроорганизмите. Приземява се успешно в Казахстан на 29 септември 2006 г. в 5:14 ч. московско време със спускаемия апарат на „Союз ТМА-8“ заедно с Павел Виноградов и Джефри Уилямс.